# ヒートマップ

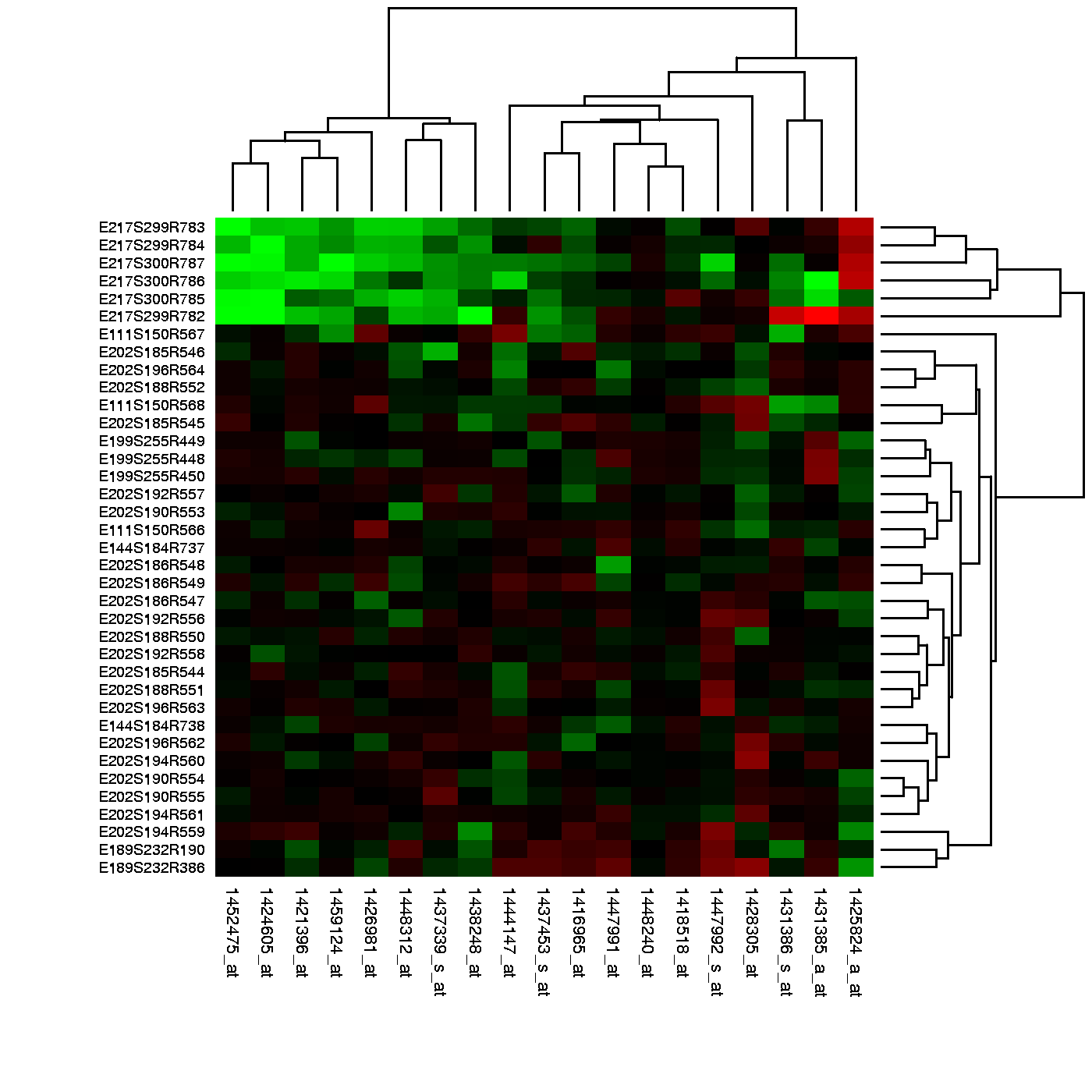
特定条件下での遺伝子発現値を反映したDNAマイクロアレイデータでの使用例

ヒートマップ（英: heat map, heatmap）は、2次元データ（行列）の個々の値を色や濃淡として表現した可視化グラフの一種である。隣にフラクタル図や樹形図を付け、変数によるヒエラルキー値を表現するため同様に色分ける事がある。

## 歴史
ヒートマップ自体は少なくとも19世紀から使われているが、ヒートマップという用語は、1991年にデザイナーのCormac Kinneyによって、金融市場情報を2次元的に表示したものを商標として登録、作り出した時の用語である。

## 種類
様々な種類が存在する。

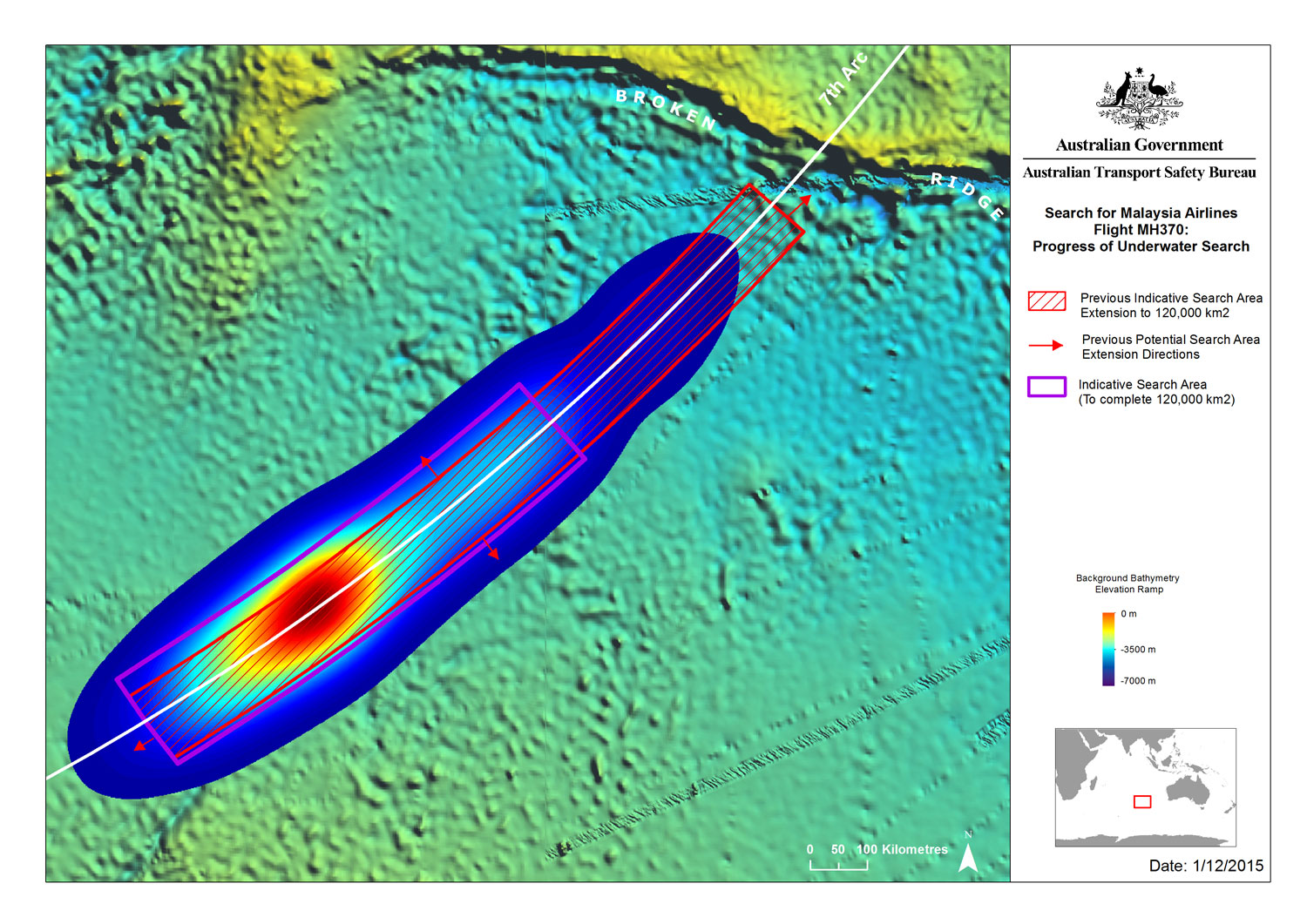
行方不明となったマレーシア航空370便の位置を、航空機の飛行経路の可能性をベイズ推定で解析した結果、カラーの水深分布図の上に表示したヒートマップ.

- Webヒートマップとは、Webページ上のクリックやスクロール、注目しているコンテンツなどのユーザー行動を可視化するツールである。サーモグラフィのように色の濃淡でユーザー行動をビジュアライズする。[4]
- タクシー配車において、タクシー需要が見込まれるエリアと、需要の高さを色の濃淡で地図上にリアルタイム表示する[5]
- 賃貸ヒートマップは、賃貸物件を検索しているユーザーのアクセスログを独自に解析し、賃貸需要の高低を地図上で視覚的に把握できるようにした地図[6]。
- 分子生物学分野では、DNAマイクロアレイなどから得られる多くの標本（例えば、異なる部位の細胞や、異なる患者からの試料）間で遺伝子発現レベルを比較するために使用される。
- 樹形図（ツリーマップ）は、ヒートマップに似たデータの2D階層的な分割。
- モザイクプロットは、2次元以上の表データを示すタイル型ヒートマップである。樹形図と同様に、矩形領域が階層的に整理される。これは、領域が正方形ではなく長方形であることを意味する。Friendly (1994)は、このグラフの歴史と使用法を調査している。
- 密度関数可視化とは、地図上のドットの密度を表現するためのヒートマップ。これにより、拡大率とは無関係に点の密度を知覚することができる。Perrot et al (2015)は、SparkとHadoopを用いたビッグデータインフラストラクチャを用いて、数十億、数十億のドットを可視化するために密度関数を利用する方法を提案している[7]。

## 配色
多くの異なる配色活用例が存在し、各々の図解の際に知覚的な長短がある。虹はモノクロと比べ複数の色調を利用でき、任意に階層を増加しても画像内の分類を色覚可能であることから頻繁に使用されているが、以下の理由から科学界において非推奨とされる事が多い。
- グレースケールや黒体スペクトルにおいては、知覚的に順序を認知できない。
- （多くの可視化ソフトウェアで初期設定として使用される「ジェット」のような）一般的な色分け図ではモノクロの表示や印刷の際に輝度が変換を防ぐ制御不能な変化がある。またこれにより、イエローとシアンの色域は実際の最重要なデータの色域よりもより目立ち、主題のデータへの関心を散らす。
- 多くの場合で色調間の変化は、実際の階調が目立たなくなり、存在しない階調の認識につながる。虹色の場合は違いが強調されるどころか、曖昧に知覚することになる。

## 階級区分図との違い
類似の物として階級区分図があり、階級区分図は、地図上にその境界内で色を付けて量を表現したものであり、ヒートマップは地図に限定されない。

## ソフトウェアでの実装
R言語やPythonなどに、描画を簡単にするパッケージやモジュールが存在する。

## 例

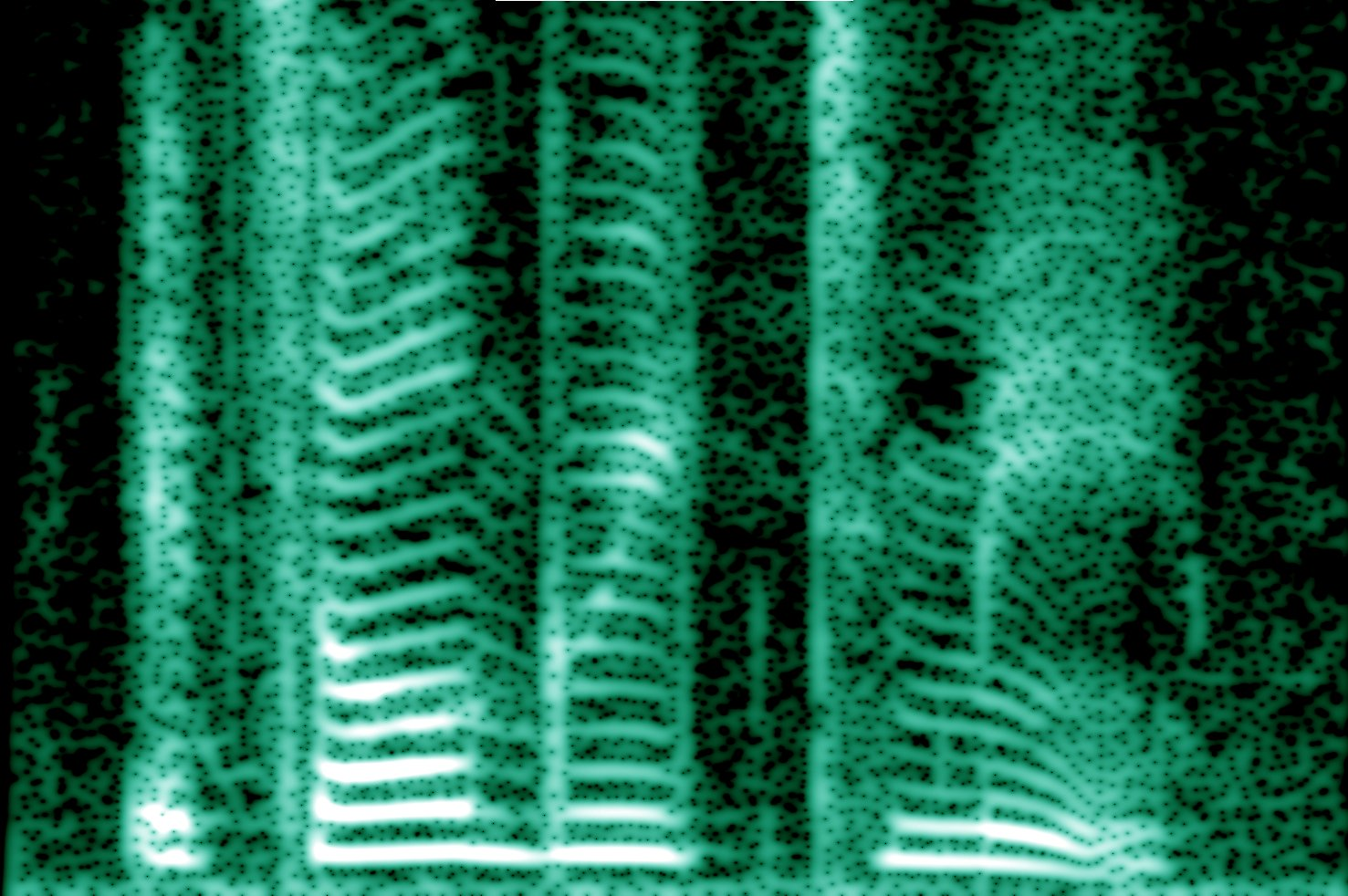
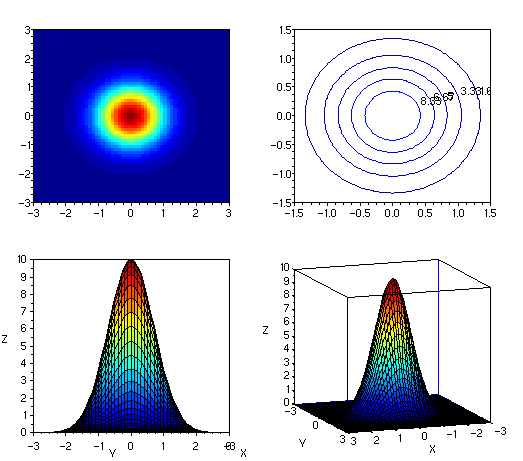
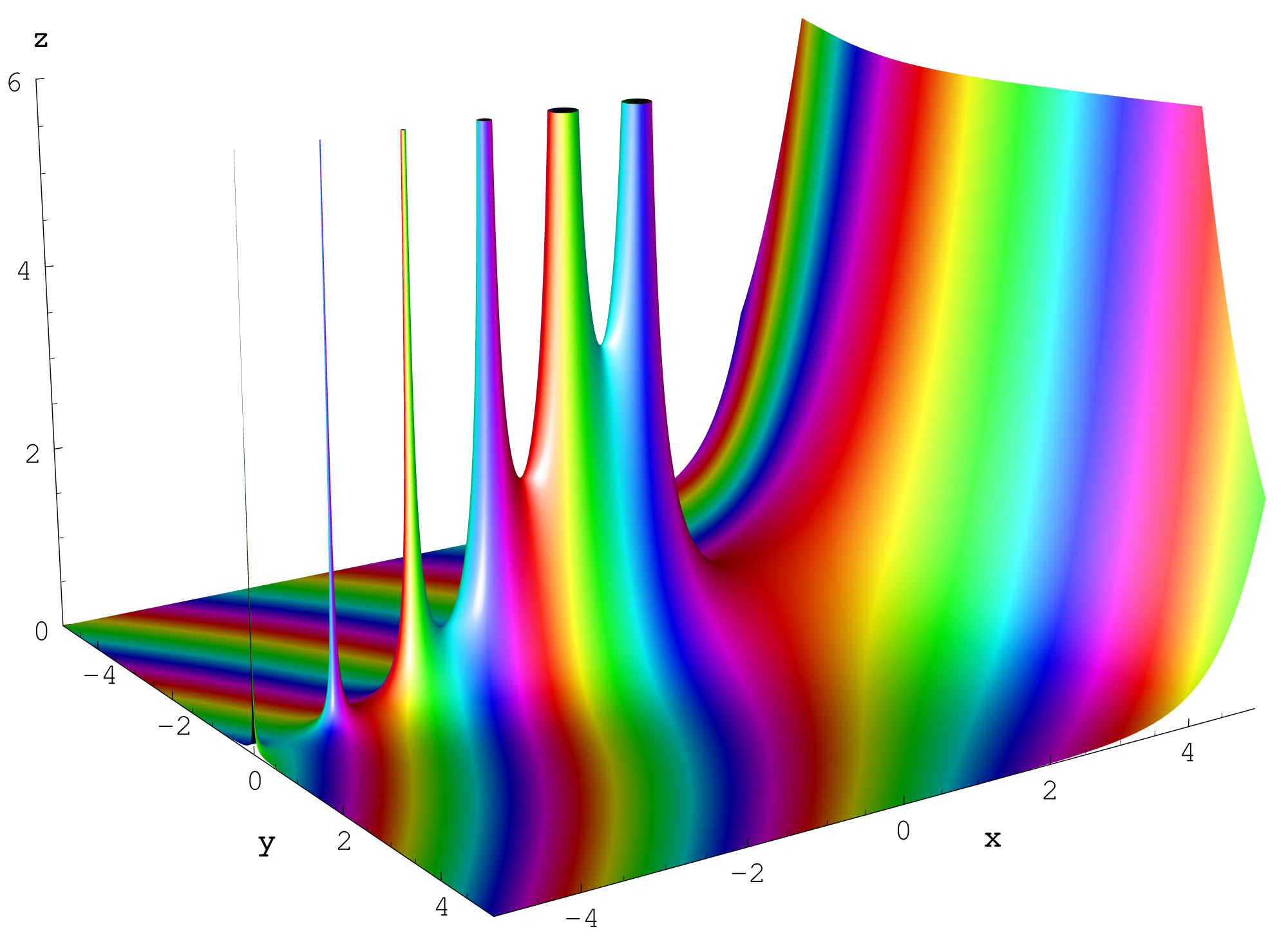